# Petar Gigić
Petar Gigić (Kirin Serbia: Петар Гигић; sinh 7 tháng 3 năm 1997) là một tiền đạo bóng đá Serbia, thi đấu cho FK Mačva Šabac.